# 月川寛啓
月川 寛啓（つきかわ ともひろ、7月12日 - ) は、日本の俳優。
サンノーム所属。サンノームの系列のJESTERSの所属でもある。岡山県出身。

## 経歴
- 舞台「歌唱戦隊ライブレンジャー 〜8thシングル 明日を夢見る協奏曲〜」 @武蔵野芸能劇場 - ゲドー役(アンサンブル)
- 舞台「散れ桜よ、刻天ノ証ニ 」  @俳優座劇場 - 津村蒼役
- 舞台「出来損ないと呼ばれた元英雄は、実家から追放されたので好き勝手に生きることにした」@CBGKシブゲキ!! - 騎士役(アンサンブル)
- 舞台「ぼくんち」@シアターグリーン box in box theater - ツレ役
- 舞台「火男の火」@CBGKシブゲキ!! - 殺陣・アンサンブル
- 舞台「王の逆襲」@博品館劇場[1]